# Melamphaes ebelingi
Melamphaes ebelingi är en fiskart som beskrevs av Keene, 1973. Melamphaes ebelingi ingår i släktet Melamphaes och familjen Melamphaidae. Inga underarter finns listade i Catalogue of Life.